# Інотроп
Інотроп, інотропний агент, інотропний засіб — це лікарський засіб або будь-яка речовина, яка змінює силу або енергію м'язових скорочень. Негативні інотропні засоби послаблюють силу м'язових скорочень. Позитивні інотропні засоби підвищують силу м'язового скорочення.

## Медичне використання
Як позитивні, так і негативні інотропи використовуються для лікування різних серцево-судинних захворювань. Вибір засобу значною мірою залежить від специфічних фармакологічних ефектів окремих агентів. Одним з найважливіших факторів, що впливають на інотропний стан, є рівень кальцію в цитоплазмі м'язової клітини. Позитивні інотропи зазвичай підвищують цей рівень, а негативні - знижують. Однак не всі інотропи впливають на вивільнення кальцію, а серед тих, які мають такий вплив, механізм маніпулювання рівнем кальцію може відрізнятися.
Незважаючи на те, що вазопресори часто рекомендують вводити через центральний венозний катетер через ризик пошкодження у разі потрапляння ліків у місцеві тканини, вони, швидше за все, безпечні, якщо їх вводити протягом менше двох годин через нормально встановлений периферичний внутрішньовенний катетер. 

## Позитивні інотропні засоби
Позитивні інотропні засоби можуть підвищувати скоротливу здатність міокарда збільшуючи концентрацію внутрішньоклітинного кальцію або збільшуючи чутливість рецепторних білків до нього.  Концентрацію внутрішньоклітинного кальцію можна підвищити за рахунок збільшення його надходження в клітину або стимулювання його вивільнення з саркоплазматичного ретикулуму. 
В клітину кальцій може проходити через один із двох каналів: кальцієвий канал L-типу (тривалий) і кальцієвий канал Т-типу (перехідний). Ці канали по-різному реагують на зміни напруги на мембрані: канали L-типу реагують на вищі мембранні потенціали, відкриваються повільніше та залишаються відкритими довше, ніж канали Т-типу.
Через ці властивості канали L-типу важливі для підтримки потенціалу дії, тоді як канали T-типу важливі для його ініціації. 
Завдяки збільшенню вмісту внутрішньоклітинного кальцію через дію каналів L-типу потенціал дії може підтримуватися довше, а отже, збільшується і скорочувальна здатність.
Позитивні інотропи використовуються для підтримки серцевої функції при таких станах, як декомпенсована застійна серцева недостатність, кардіогенний шок, септичний шок, інфаркт міокарда, кардіоміопатія тощо 
Приклади позитивних інотропних агентів включають:[джерело?]
- Дигоксин
- Берберин
- Кальцій
- Сенсибілізатори кальцію
  - Левосимендан [4]
- Катехоламіни
  - Дофамін
  - Добутамін
  - Допексамін
  - Адреналін (епінефрин)
  - Ізопротеренол (ізопреналін)
  - Норадреналін (норадреналін)
- Ангіотензин II
- Ейкозаноїди
  - Простагландини [5]
- Інгібітори фосфодіестерази
  - Еноксімон
  - Мілрінон
  - Амринон
  - Теофілін
- Глюкагон
- Інсулін

## Негативні інотропні засоби
Негативні інотропні засоби знижують скорочувальну здатність міокарда та використовуються для зменшення навантаження на серце при таких станах, як стенокардія. Хоча негативний інотропізм може спровокувати або загострити серцеву недостатність у короткостроковій перспективі, вважають, що певні бета-блокатори (наприклад, карведилол, бісопролол і метопролол ) знижують довгострокову захворюваність і смертність від застійної серцевої недостатності. 
Приклади негативних інотропних агентів включають:
- Бета-блокатори [7]
- Недигідропіридинові блокатори кальцієвих каналів
  - Дилтіазем
  - Верапаміл

Антиаритмічні засоби класу IA, такі як
- Хінідин
- Прокаїнамід
- дизопірамід

Антиаритмічні засоби класу IC, такі як
- Флекаїнід
- Ізовоакангін
- Воакристин

## Дивіться також
- Батмотропні засоби
- Дромотропні засоби
- Вазоконстриктори